# Licorne rose invisible
Pour les articles homonymes, voir IPU.

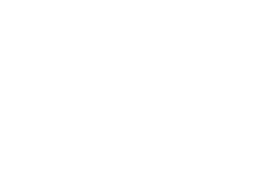
Représentation de la Licorne rose invisible.

La Licorne rose invisible (LRI, en anglais Invisible Pink Unicorn, IPU) est la déesse d'une parodie de religion utilisée pour la satire des croyances théistes. L'effet parodique repose entre autres sur l'affirmation paradoxale que la Licorne est à la fois rose et invisible. Elle est une illustration rhétorique utilisée par les athées et les autres sceptiques religieux comme une version contemporaine de la théière de Russell, parfois mentionnée en liaison avec le Monstre en Spaghetti volant.
La LRI est utilisée comme exemple afin de mettre en évidence l'aspect arbitraire des croyances surnaturelles ; par exemple, remplacer le mot « Dieu » dans n'importe quelle déclaration théiste par « Licorne rose invisible ». Les attributs de couleur rose et d'invisibilité qui s'excluent mutuellement, conjugués à l'incapacité de réfuter l'existence de la LRI, constituent une satire des propriétés que certains théistes attribuent à leur divinité.

## Historique

Représentation de la Licorne rose invisible dans le style d'un animal héraldique saillant.

L'idée de la Licorne rose invisible est apparue sur Usenet, notamment sur alt.atheism, au début des années 1990 — ce qui explique que la quasi-totalité des références à son sujet soient en anglais. Petit à petit, ses « adeptes » créèrent une série de sites web, consacrés à la pseudo-divinité. Cependant, d'autres sources rapportent avoir entendu parler d'elle ailleurs, avant sa première apparition sur Usenet, et il est possible que la Licorne rose invisible ait fait partie de la culture orale quelque temps avant 1990.
Cette idée a ensuite été développée principalement entre 1994 et 1995 par un groupe d'étudiants de l'Université de l'Iowa. Ils ont créé un manifeste (à présent considéré comme perdu) qui détaillait de façon absurde mais cohérente, une religion basée sur une multitude de licornes roses invisibles. C'est de ce document que la plupart des fameuses citations sur la Licorne rose invisible seraient originaires.

« Les Licornes roses invisibles sont des êtres d'un grand pouvoir spirituel. C'est ainsi qu'elles sont capables d'être à la fois roses et invisibles. Comme dans toutes les religions, la croyance dans la Licorne rose invisible est fondée à la fois sur la logique et sur la foi. Nous croyons sur la seule base de notre foi qu'elles sont roses, mais nous savons de façon logique qu'elles sont invisibles, justement parce que nous sommes incapables de les voir. »

— Serah Eley, Manifeste
Le manifeste de Serah Eley a déclenché des articles encore plus farfelus sur la croyance en la Licorne rose invisible, tels que sur son penchant pour le pain aux raisins (qui symboliserait l'univers en expansion) ou sur son association avec le fameux mystère des chaussettes perdues.
Serah Eley (à l'époque sous son identité masculine, Steve Eley) s'est elle-même intronisée « l'Avocat en Chef et Porte-parole » (en anglais : Chief Advocate and Spokesguy) de la religion, nommant à sa suite toute une succession de Grands Prêtres et Grandes Prêtresses, en accord avec une théorie établissant que, dans une religion, c'est celui qui écrit les évangiles qui accapare vraiment tout le pouvoir, jamais celui qui en devient le martyr. La première d'entre eux fut la Grande Prêtresse Natalie Overstreet. Elle fut également la première à populariser les références à la Licorne rose invisible en les utilisant comme signatures dans ses messages sur Usenet.
Un autre membre du Bulletin board system (BBS, littéralement « système de bulletins électroniques ») de l'Université de l'Iowa, Wes Schrader, a tenté un schisme religieux en fondant le culte du Très Furtif Pégase bordeaux (en anglais : the Very Stealthy Maroon Pegasus). Cette tentative de révolution fut un échec pratiquement total.

## Objectif
La Licorne rose invisible est invoquée pour mettre en lumière les failles que les sceptiques voient dans les arguments sur l'existence de Dieu, par exemple en insérant « la Licorne rose invisible » à la place de « Dieu » dans un énoncé religieux (monothéiste en ce cas). L'effet recherché est (entre autres) que l'interlocuteur objecte que les propriétés de la Licorne sont contradictoires, ce à quoi le sceptique répondra que bien des propriétés attribuées aux divinités le sont aussi (par exemple le fait que Dieu soit un être surpuissant jailli du vide ou le mystère de la Trinité). Le sceptique pourra également arguer que son énoncé n'est pas plus absurde que l'original, et que c'est au croyant de démontrer que la version de sa religion est plus plausible que celle faisant référence à la Licorne.
Une autre tactique consiste à faire remarquer qu'il est impossible de démontrer son inexistence et à en déduire qu'elle existe bel et bien, ce qui est une satire de l'argument par ignorance.
Il est admis que personne ne croit réellement en cette divinité fantaisiste, mais c'est maintenant chose courante, particulièrement sur les sites web et sur les forums de discussion traitant de l'athéisme et de la religion de feindre la croyance en la Licorne rose invisible, de façon humoristique ou dans le but de faire la satire des croyances théistes. Pour autant, les fidèles pratiquent parfois un certain prosélytisme dans le but de populariser cette croyance.
Ce genre de profession de foi est mis en avant pour tenter de faire comprendre qu'il est difficile de réfuter des croyances fondées sur des phénomènes en dehors de toute perception humaine naturelle.

## Dogmes et rites
Une série de « dogmes » et « rites » tous délibérément absurdes et farfelus gravitent autour de la Licorne rose invisible. Par exemple :
- la Licorne est à la fois invisible et rose, ce qui est un mystère seulement compréhensible par les vrais fidèles ;
- la religion de la Licorne rose invisible est fondée sur la raison (on constate qu'on ne la voit jamais) et sur la foi (on croit à sa roseur) ;
- la Licorne rose invisible a un faible pour la pizza à l'ananas et au jambon (pizza hawaïenne), ce que contestent certains fidèles végétariens, qui pensent qu'il ne peut s'agir que de pizza ananas-champignons. Quoi qu'il en soit, l'ananas semble faire consensus, de même que le fait qu'elle déteste toute pizza contenant des poivrons ;
- on parle de « Sa Roseur » (Her Pinkness), et on ajoute souvent « La Paix Soit Avec Elle » (Peace Be Unto Her), « Bénis Soient Ses Sabots Sacrés » (Blessed Be Her Holy Hooves) — « Puissent-Ils ne Jamais Être Ferrés » (May They Never Be Shod), en entier ou sous forme d'abréviation (on dira aussi : « Bénis Soient Ses Saints Sabots » durant les semaines impaires) ;
- bien qu'invisible, la Licorne se manifeste physiquement à travers la disparition de chaussettes, qu'elle a l'habitude de « subtiliser ». La disparition d'une chaussette dans le panier à linge peut être considérée comme un « signe » de faveur de la Licorne rose invisible, ou bien de défaveur, ceci dépendant de la personne qui a perdu une chaussette, ou bien du type de la chaussette ayant été « subtilisée ». À une personne qui cherche à mieux comprendre ce qui a bien pu advenir à la chaussette disparue, les sceptiques pourront conseiller de regarder sous le tambour de la machine à laver ;
- un autre signe de Sa présence est l'apparition d'une teinte rose dans la lessive (là où les mécréants ne voient rien d'autre que du linge qui déteint) ;
- de la même façon qu'il existe un diable dans certaines religions, la Licorne rose invisible a un adversaire, l'Huître violette (Purple Oyster, plus souvent Purple Oyster of Doom, l'Huître violette de la Damnation). Il est dit que l'Huître violette fut jadis un serviteur de la Licorne rose invisible, mais qu'elle fut chassée de ses pâturages et renvoyée vers le Mal Absolu, pour avoir essayé de persuader des fidèles du bien-fondé de l'hérésie selon laquelle la Licorne préfèrerait la pizza champignons-poivrons à la pizza jambon-ananas. Il est également dit que le jour du Jugement dernier, appelé le « Jour de l'Avoine et du Foin » (the Day of Oats and Hay), l'Huître Violette sera pardonnée et retournera au service de la Licorne.

Tout ceci donne lieu à de véhémentes disputes alambiquées à souhait, qui peuvent être vues comme des parodies de querelles théologiques vaines.

## Iconographie

Logo de la Licorne rose invisible.

Les représentations les plus fréquentes sont une licorne d'un rose évanescent ou, plus simplement, rien du tout. Il existe aussi des photographies des « apparitions » de la Licorne rose invisible : elles représentent toutes des lieux où l'on ne peut rien distinguer de remarquable, dans la droite ligne du mythe.
Le présent logo peut également, subtilement, évoquer un narval, aussi appelé licorne de mer. 
Tim Ahrentløvpar a également créé un logo qui a été adopté par les habitués de alt.atheism. Ce logo est construit sur le symbole « Ø » (l'ensemble vide) signifiant « pas de croyance ».

## Dans la culture populaire
- Dans l'épisode « Steven's Lion » (saison 1, épisode 10) de la série animée Steven Universe, le héros amadoue un grand lion rose qu'il veut présenter à ses proches. Quand ceux-ci arrivent enfin mais que le lion s'est enfui, l'un d'eux s'exclame : « C'est incroyable ! Le lion est rose et invisible ! »
- Le tome 2 de la série de bande dessinée Lolicornes (éditions Dupuis) s’intitule La Grande Licorne Rose Invisible. Elle reprend la mythologie de la Licorne Rose Invisible et s’accompagne d’une réflexion sur la foi et les croyances.

### Sources bibliographiques
- (en) Peter A. Angeles, Harper Collins Dictionary of Philosophy : In-Depth Explanations and Examples Covering More than 3,000 Entries, New York, Harper Perennial, 1992, 352 p. (ISBN 0-06-461026-8 et 978-0064610261, présentation en ligne).
- (en) Willie Maartens, Mapping Reality : A Critical Perspective on Science and Religion, iUniverse, 2006, 444 p. (ISBN 0-595-40044-2 et 978-0595400447, présentation en ligne, lire en ligne), p. 191.
- (en) Dianna Narciso, Like Rolling Uphill : Realizing the Honesty of Atheism, Media Creations, 2004, 180 p. (ISBN 1-932560-74-2 et 978-1932560749, présentation en ligne, lire en ligne), p. 5.
- (en) Andrew S. Abel et Andrew Schaefer, « Seeing Through the Invisible Pink Unicorn », Journal of Religion and Society, Rabbi Myer and Dorothy Kripke Center for the Study of Religion and Society, vol. 12,‎ 2010, p. 1-17 (ISSN 1522-5658, lire en ligne).